# Humiriaceae
Humiriaceae A.Juss. è una famiglia di piante angiosperme dell'ordine Malpighiales.

## Tassonomia
La famiglia comprende i seguenti generi:
- Duckesia Cuatrec.
- Endopleura Cuatrec.
- Humiria J.St.-Hil.
- Humiriastrum (Urb.) Cuatrec.
- Hylocarpa Cuatrec.
- Sacoglottis Mart.
- Schistostemon (Urb.) Cuatrec.
- Vantanea Aubl.